# Rizziconi
Rizziconi est une commune de la province de Reggio de Calabre, dans la région Calabre, en Italie.

## Économie
- Documentaire de Corradino Durruti sur la 'Ndrangheta et notamment Teodoro Crea, chef d'un clan local de la mafia calabraise[2].

## Administration
| Période                                  | Période  | Identité               | Étiquette     | Qualité |
| ---------------------------------------- | -------- | ---------------------- | ------------- | ------- |
| 29 mai 2007                              | En cours | Girolamo Michele Bello | Centro-Destra |         |
| Les données manquantes sont à compléter. |          |                        |               |         |

### Hameaux
Drosi, Cirello, Spina, Russo.

### Communes limitrophes
Cittanova, Gioia Tauro, Oppido Mamertina, Rosarno, Seminara, Taurianova.

### Évolution démographique
Habitants recensés